# Wilhelm Schwendemann
Wilhelm Schwendemann (* 1958) ist ein deutscher Religionspädagoge und Hochschullehrer.

## Leben
Wilhelm Schwendemann ist seit 1995 Professor für Evangelische Theologie, Religions- und Schulpädagogik an der Evangelischen Fachhochschule Freiburg (EHF). Nach dem Studium der Evangelischen Theologie, Philosophie, Judaistik und Religionssoziologie wurde er zum Pfarrer der Evangelischen Landeskirche in Baden ordiniert. Er promovierte mit einer Untersuchung über Die erkenntnistheoretische und anthropologische Funktion des platonischen Leib-Seele-Dualismus in Calvins Theologie und habilitierte in evangelischer Theologie. In der Zeit 2015–2018 und 2021–2022 war er Dekan für den Fachbereich II Theologische Bildungs- und Diakoniewissenschaft an der EHF.
1999 wurde Schwendemann vom Baden-Württembergischen Ministerium für Wissenschaft, Forschung und Kunst mit dem Landeslehrpreis ausgezeichnet. Er engagiert sich u. a. in der Freiburger Gesellschaft für christlich-jüdische Zusammenarbeit.

## Publikationen (Auswahl)
- Zusammen mit Jürgen Rausch, Karin Hagen und Andrea Ziegler: Einführung in die Religionsdidaktik; Calwer Verlag Stuttgart 2023 2. Auflage ISBN 978-3-7668-4580-1
- Zusammen mit Kaufmann, Sandra und Trillhaas, Silke: Sterben – Sterbehilfe – Palliativmedizin, Calwer Verlag, ISBN 978-3-7668-4576-4